# Kyparissia
Kyparissia (řecky Κυπαρισσία) je město v Řecku. Je také správním střediskem okresu (dima) Trifylia v regionu Messénie na okraji Peloponésu. Podle sčítání lidu z roku 2011 má 5131 obyvatel.

## Geografie
Nachází se v nadmořské výšce 53 metrů na pobřeží zálivu Kyparisiakos v Jónském moři na úpatí pohoří Kyparissia v jihozápadním cípu poloostrova Peloponés, 199 kilometrů jihozápadně od Athén, 46 kilometrů severozápadně od Kalamaty a 39 kilometrů severozápadně od mezinárodního letiště v Kalamatě.

## Historie
Město vzniklo založením antické pevnosti na strategickém pahorku východně od jeho dnešního centra. Z této pevnosti se nezachovaly žádné pozůstatky. Zmínil je však Homér . Patřilo do starověkého města Pylos a bylo ve vlastnictví mytického krále Nestora. V roce 199 před Kristem to bylo prosperující kulturní, ekonomické a obchodní centrum, ve kterém se razily mince. Podle Pausania v něm byly chrámy Apolla a Athény Kyparisijské a poblíž města byl Dyonýsův pramen. Byly také nalezeny hřbitovy z klasického i římského období.
V byzantském období byl na místě starověké akropole postaven hrad, kolem něhož se rozvinulo dodnes existující horní město (Oberstadt). Během období frankokracie a osmanské nadvlády byl hrad přestavěn, opevněn a získal podobu, která se zachovala dodnes.
V bezprostředním okolí hradu se stále nacházejí některé historické budovy.
Ve 20. století se jádro města přesunulo na západ, dolů do nížiny před pahorkem. Moderní dolní město s velkorysým náměstím (Hauptplatz) je dnes dopravní uzel, společenské centrum regionu a správní sídlo řecké pravoslavné církve.
Kyparissia byla uznána za venkovskou obec (kinotita) v roce 1912 a změněna na městskou obec (dimos) v roce 1944.
Při reformě státní správy v roce 2010  byla sloučena s dalšími pěti obcemi a vznikl nový okres Trifylia.

## Pamětihodnosti
Město je poměrně chudé na památky. V horním městě jsou zachovány zbytky byzantské pevnosti. Pohled z hradního komplexu na město a moře je velkolepější než komplex samotný. Na hlavním náměstí dolního města se nachází mohutná administrativní budova řecké pravoslavné církve s byzantskými architektonickými prvky a nedaleko od ní nový kostel, který po mnoha letech výstavby ještě není úplně dokončen, ale již se používá.

## Doprava

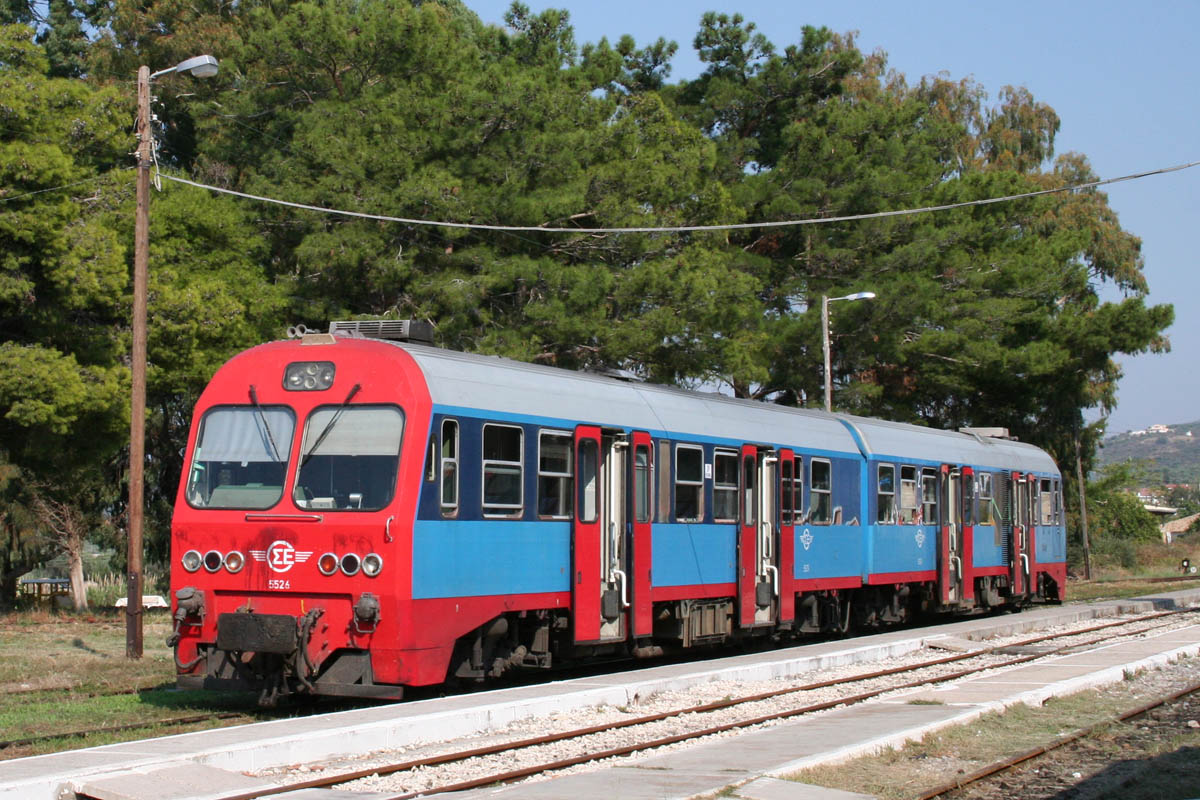
Vlak na nádraží v Kyparissii (2007)

Úzkorozchodná dráha z Patrasu dosáhla Kyparissii v roce 1900. Po vzniku spojení z Kalonera, které leží severněji, do Zevgolatio a tedy na trať Korint - Kalamata, uvedeného do provozu v roce 1902, byl úsek Kalonero - Kyparissia pouze odbočkou ke hlavní trati. Tam, stejně jako na hlavní trati, byl však v roce 2011 provoz zastaven.